# Bertholdia myosticta
Bertholdia myosticta là một loài bướm đêm thuộc phân họ Arctiinae, họ Erebidae.